# Sierowo
Sierowo [pronunciación en polaco: /ɕeˈrɔvɔ/] es un pueblo ubicado en el distrito administrativo de Gmina Kołczygłowy, dentro del condado de Bytów, Voivodato de Pomerania, en el norte de Polonia. Se encuentra a unos 6 kilómetros al este de Kołczygłowy, a 17 kilómetros al noroeste de Bytów, y a 87 kilómetros al oeste de la capital regional Gdańsk.